# Gebhard (Lothringen)
Gebhard von Lothringen (auch der Jüngere genannt, * um 865; † im Juni 910, wohl am 22., gefallen bei Augsburg) aus der Familie der Konradiner war Herzog von Lothringen von 903 bis zu seinem Tod. Seine Eltern waren Udo im Lahngau und eine unbekannte Tochter des Grafen Konrad I. von Auxerre. Je nach Zählweise wird er auch Gebhard II. nach seinem Großvater Gebhard I. im Lahngau genannt.

## Leben und Wirken

### Erste Jahre
Gebhard ist erstmals 888 bezeugt und wird 897 und 906 als Graf im Oberrheingau erwähnt, im Jahr 909 als Graf in der Wetterau. Beide Grafschaften waren zuvor im Besitz der fränkischen Babenberger. Er war ein Angehöriger einer der zu dieser Zeit mächtigsten Familien des Reiches, die als (einzige) Verwandte des Kaisers Arnulf und seines unmündigen Sohnes König Ludwig das Kind am Wechsel vom 9. zum 10. Jahrhundert eine zentrale Rolle spielten. Arnulf von Kärnten nahm bereits 887 den Babenbergern nach und nach ihre Grafschaften ab, wobei die Verwandten Konradiner stets halfen und ihn unterstützten. Anschließend setzte Arnulf die Konradiner als Grafen in den aberkannten Grafschaften ein, wodurch ein erster Höhepunkt in der entstehenden Fehde erreicht wurde.

### Babenberger Fehde
Gebhards älterer Bruder Konrad der Ältere wurde als Markgraf in Thüringen eingesetzt, sein jüngerer Bruder Rudolf als Bischof von Würzburg, womit Arnulf der Familie damit eine vorherrschende Stellung in Franken verschaffte. Im Jahr 902 trafen die Konradiner und die Babenberger erstmals in einer Schlacht, vermutlich im Zusammenhang mit der Belagerung der Babenburg (um die sich das heutige Bamberg entwickelte) aufeinander. Während des Zusammentreffens fiel der Babenberger Graf Heinrich und sein Bruder Adalhard verlor durch einen Hieb ins Gesicht sein linkes Auge, wurde gefangen genommen und daraufhin von Gebhard enthauptet. Auf der Seite der Konradiner starb Gebhards älterer Bruder Eberhard wenige Tage nach der Schlacht ein seinen Verletzungen.
Unter Ludwigs Königtum und der Herrschaft vor allem der Konradiner wurde Gebhard als drittem Bruder 903 der Titel, Graf in der Wetterau und ab 904 Herzog von Lothringen „dux regni quod a multis Hlotharii dicitur“ („Herzog des Königreiches, das von vielen dasjenige Lothars genannt wird“, gemeint ist das Lotharii Regnum, das spätere Lothringen), mit dem er – neben dem Grafen Reginhar – der herzogliche Statthalter des Königs in Lothringen war.
Mit dieser vergrößerten Macht der Konradiner und der gewonnenen Schlacht vor Bamberg war aber die sogenannte Babenberger Fehde noch nicht vorbei. Schließlich kam es bei Fritzlar am 27. Februar 906 zu einer weiteren Schlacht, die diesmal von den Babenbergern gewonnen wurde. Gebhards ältester Bruder Konrad der Ältere starb dabei, der Poppone Adalbert floh und verschanzte sich in seiner Burg Theres. Anschließend wurde Adalbert als Hochverräter verurteilt und am 9. September 906 enthauptet.
Die durch die Babenberger Fehde entstandene Macht der Konradiner im Herzogtum Franken führte letztendlich zu der Krönung von Gebhards Neffen Konrad den Jüngeren zum König des Ostfrankenreichs im Jahr 911, nachdem er 910 bereits Herzog von Franken war. Kurz vor dem Beginn der Babenberger Fehde ließ Gebhard in Wetzlar 897 eine Salvatorkirche (Erlöserkirche) an Stelle einer Vorgängerkirche auf dem späteren „Domberg“ weihen.

### Herzog von Lothringen
Während der Babenberger Fehde wird Gebhard 904 als Herzog des Reichs bezeichnet. Die Stellung eines Herzogs des Reichs dürfte darauf deuten, dass Gebhard ein Stellvertreter des Königs war, und dass sich seine Befugnisse innerhalb einer Amtsstellung über ganz Lothringen erstreckten. Gebhard erscheint allerdings lediglich als Stellvertreter des Königs, er besaß nicht die Befugnisse eines Stammesherzogs. Gebhard hielt sich außerdem ständig in der Umgebung des Königs auf und residierte nicht in Lothringen. Abseits des Königs wird er meist einfach als Graf tituliert.
Man kann also von einer Ähnlichen Stellung wie des späteren Pfalzgrafen von Lothringen ausgehen. Gebhard war in Lothringen als fremder fränkischer Herrscher stets umstritten und wurde besonders von den Grafen Matfried und Gerhard im Metzgau, Söhne von Adalhard II. von Metz, nicht anerkannt. Als Gebhard mit seinen Brüdern mit den Babenbergern beschäftigt war, ergriffen Anfang des Jahres 906 die beiden entfernten Cousins ihre Chance und besetzten die Abteien St. Maximin und Oeren in Trier, von denen Gebhard der Vogt war. Gebhards Neffe Konrad der Jüngere zog anschließend für Gebhard gegen Gerhard und Matfried und konnte ihnen die Klöster wieder entreißen. Der weitere Verlauf des Aufstandes ist nicht vollständig nachzuvollziehen, es kam aber nach einem kurzfristigen Waffenstillstand im Herbst 906 zum Eingreifen von König Ludwig. Nach einem Verfahren in Metz wurden sämtliche Güter der Grafen Gerhard und Matfried konfisziert.
Der Lothringische Graf Reginhar war hingegen durchaus Einflussreicher in Lothringen als der landfremde Gebhard, beide teilten aber dieselben Interessen und waren Gegner der Matfriede.

### Tod und Nachfolge
Gebhards Bruder Rudolf fiel am 3. August 908 in Thüringen, womit Gebhard der letzte überlebende Sohn von Udo II. im Lahngau war. Letztendlich fiel auch er nur wenige Jahre später am 22. Juni 910 beim Kampf gegen die Ungarn in der Nähe von Augsburg mit ungefähr 45 Jahren. Mit ihm starb auch am selben Tag sein Rivale Gerhard von Metz. In der Wetterau und im Oberrheingau folgte ihm sein ältester Sohn Udo von der Wetterau, während der zweite Sohn Hermann später als Graf im Engersgau und Herzog von Schwaben auftaucht. Der bereits mächtige Graf Reginhar in Lothringen folgte Gebhard als Herzog (Markgraf) von Lothringen.

## Familie
Gebhard war der Ezzonin Hidda (Ida) vermählt, die eine Tochter von Erenfried I. von Bliesgau war. Ida war damit Schwester des Erzbischofs Hermann I. von Köln († 924). Ida starb am 19. November eines unbekannten Jahres. Gebhard und Ida hatten zwei Söhne:
- Udo I. (* um 895; † 12. Dezember 949), 914 Graf in der Wetterau, 917 und 948 Graf in Oberrheingau, stiftet 914/915 das Kloster St. Maria in Wetzlar, wo er auch begraben wurde,[9][2][10] ⚭ N.N. (Cunigunde/Adela) von Vermandois, Tochter des Grafen Heribert I. (Karolinger)
- Hermann I. (* um 898; † 10. Dezember 949), Graf im Engersgau, 926 Herzog von Schwaben, ⚭ 926 Regelinde († 958), Witwe des Herzog Burchard II. von Schwaben, wohl Tochter des Grafen Eberhard II. im Zürichgau (Eberhardinger)

## Abstammung
| Ahnentafel von Gebhard von Lothringen | Ahnentafel von Gebhard von Lothringen                                     | Ahnentafel von Gebhard von Lothringen                                     | Ahnentafel von Gebhard von Lothringen                                              | Ahnentafel von Gebhard von Lothringen                                              | Ahnentafel von Gebhard von Lothringen | Ahnentafel von Gebhard von Lothringen |
| ------------------------------------- | ------------------------------------------------------------------------- | ------------------------------------------------------------------------- | ---------------------------------------------------------------------------------- | ---------------------------------------------------------------------------------- | ------------------------------------- | ------------------------------------- |
| Urgroßeltern                          | Udo I. im Lahngau (* vor 798; † 834) ⚭ Ingeltrud von Paris                | Ernst im Nordgau († vor 829) ⚭ Wartrun                                    | Welf I. im Argengau († 3. September, vor 826) ⚭ Heilwig von Sachsen († nach 826)   | Hugo von Tours (* um 780; † 20. Oktober 837) ⚭ Ava von Morvois († 839 oder um 840) |                                       |                                       |
| Großeltern                            | Gebhard im Lahngau (* um 815; † nach 879) ⚭ N. im Nordgau                 | Gebhard im Lahngau (* um 815; † nach 879) ⚭ N. im Nordgau                 | Konrad I. von Auxerre († 21. September nach 862) ⚭ Adelheid von Tours († nach 866) | Konrad I. von Auxerre († 21. September nach 862) ⚭ Adelheid von Tours († nach 866) |                                       |                                       |
| Eltern                                | Udo II. im Lahngau (* um 835; † nach 879) ⚭ Judith von Auxerre (* um 835) | Udo II. im Lahngau (* um 835; † nach 879) ⚭ Judith von Auxerre (* um 835) | Udo II. im Lahngau (* um 835; † nach 879) ⚭ Judith von Auxerre (* um 835)          | Udo II. im Lahngau (* um 835; † nach 879) ⚭ Judith von Auxerre (* um 835)          |                                       |                                       |
| Gebhard                               |                                                                           |                                                                           |                                                                                    |                                                                                    |                                       |                                       |